# البری، نیوزیلند
البری، نیوزیلند (به لاتین: Albury, New Zealand) یک منطقهٔ مسکونی در نیوزیلند است.